# Diabolo

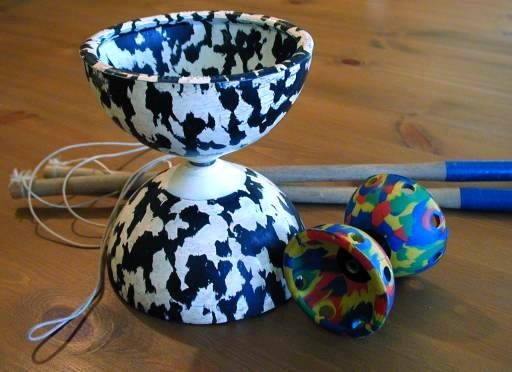
Diabolo

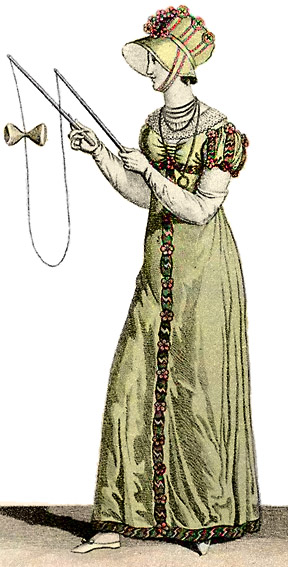
Rycina z 1812 roku – kobieta z diabolo

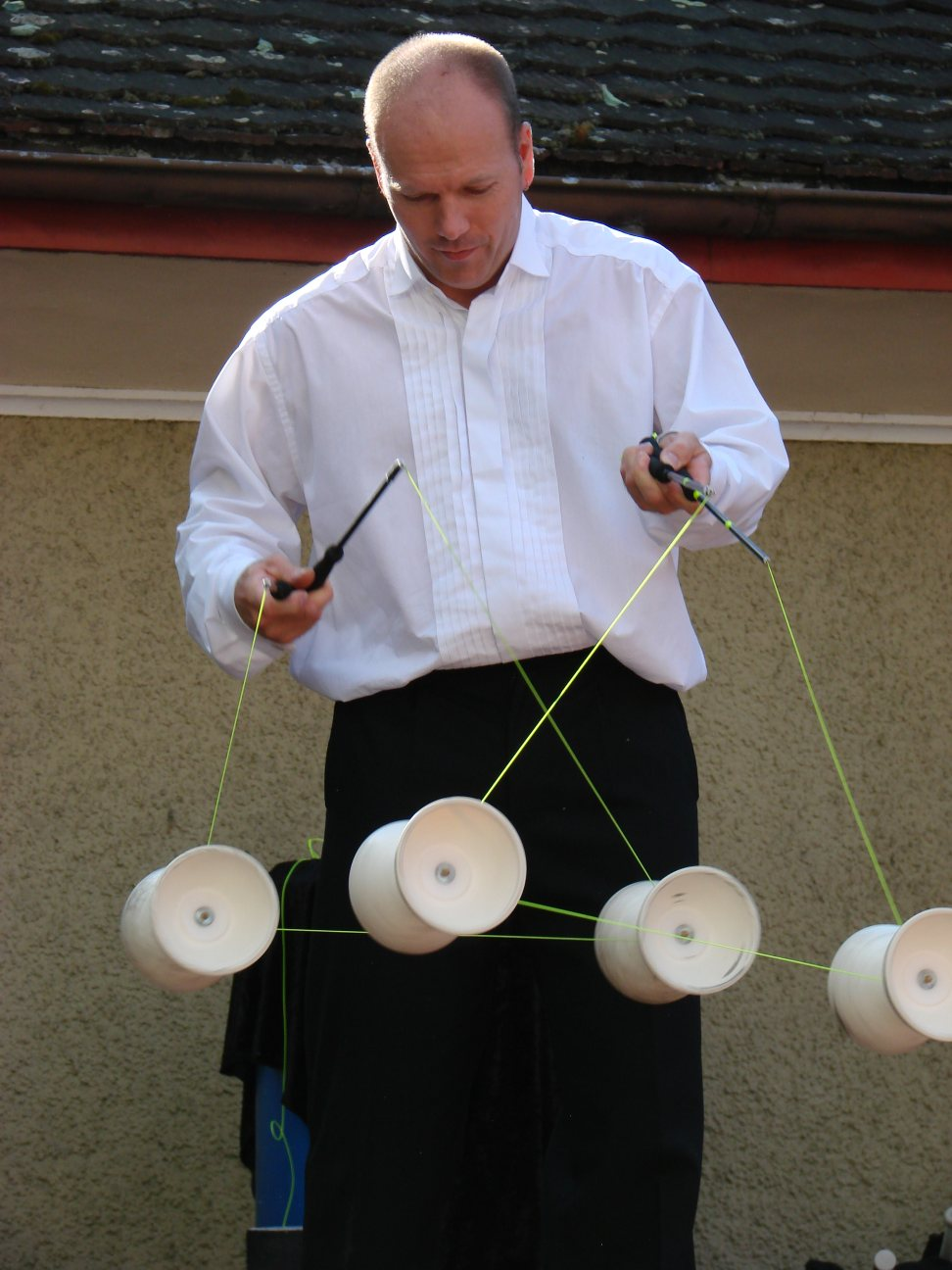
Popis żonglerski

Diabolo – zabawa zręcznościowa wymyślona ok. 2000 roku p.n.e. w Chinach, polegająca na obracaniu za pomocą dwóch kijków połączonych ze sobą cienką linką, zabawki w kształcie klepsydry, zwanej właśnie diabolo. W 1906 roku Francuz Gustave Philippart opracował diabolo składające się z dwóch połączonych ze sobą za pomocą śruby metalowych półkul. Z czasem zaczęto stosować półkule z tworzyw sztucznych (najczęściej z gumy).
Zabawa polega na tym, żeby nadać diabolo ruch obrotowy tak, aby trzymało się stabilnie na lince, którą kontroluje się poprzez drewniane, aluminiowe, karbonowe lub wykonane z włókna szklanego kijki. Gdy diabolo jest już rozpędzone, można wykonywać nim różne triki, jak np. podrzucanie w górę (throw) lub robienie różnych pętelek ze sznurka tak, aby zabawka nadal się kręciła (cross, wrap), a sam sznurek nabrał kształtu, na przykład koperty.
Ze względu na konstrukcję i użyte materiały diabolo można podzielić na kilka kategorii:
- pokazowe – stosunkowo duże (średnica ok. 15 cm), łatwo daje się korygować (zmienić pionową i poziomą oś obrotu), jest cięższe od pozostałych przez co raz rozkręcone kręci się dłużej.
- speed knoting – mniejsze (średnica ok. 10 cm), z szeroką piastą (osią), dzięki czemu można na nim zrobić skomplikowane figury ze sznurka, ma wagę zbliżoną do diabolo pokazowego.
- monobolo – składa się tylko z jednej półkuli i ciężarka dla równowagi.
- firediabolo – metalowe lub z niepalnego i nietopliwego silikonu, wymaga kevlarowego sznurka, jest bardzo ciężkie (od 700 g – silikonowe do 1300 g – metalowe).
- excalibur – bardzo lekkie, z wąską piastą, przystosowane do ruchu w pozycji pionowej (tzw. vertical).